# Chiharaea
Chiharaea Johansen, 1966  é o nome botânico  de um gênero de algas vermelhas pluricelulares da família Corallinaceae, subfamília Corallinoideae.
- Algas marinhas encontradas na América do Norte.

## Espécies
Atualmente apresenta 1 espécie taxonomicamente válida:
- Chiharaea bodegensis H.W. Johansen, 1966